# Abogado Militar General (Israel)

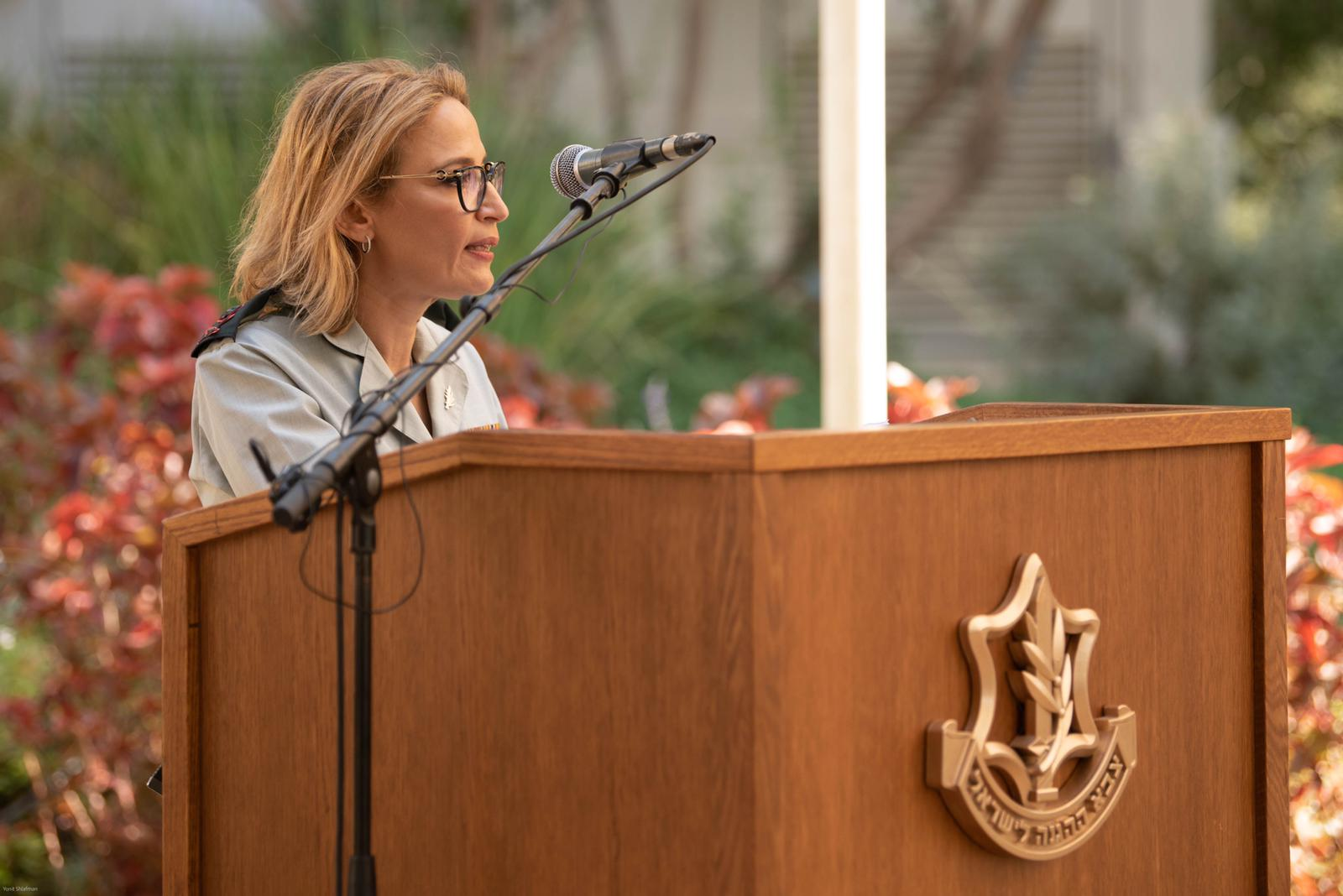
Ceremonia de cambio de Abogado General Militar, septiembre de 2021, Israel.

El Abogado Militar General (en hebreo: הפרקליטות הצבאית) ayuda a las Fuerzas de Defensa de Israel a implementar reglas de conducta mediante el asesoramiento jurídico, la instrucción legal, el mantenimiento de los mecanismos de enjuiciamiento militar y la defensa legal y el cumplimiento de normas jurídicas especiales, su tarea es supervisar el estado del derecho militar en las FDI, mediante el ejercicio de los instrumentos operativos designados y el uso de la autoridad pertinente.

## Funciones
Las principales actividades del Abogado General Militar son los siguientes:
Mantener los sistemas de acusación y de defensa legal ante los tribunales militares. 
Proporcionar a las autoridades militares asesoramiento jurídico sobre derecho militar y sobre la legislación en general (incluido si fuera necesario el derecho internacional).
Mantener el sistema de tribunales militares en las zonas bajo la jurisdicción de las FDI.
Hacer efectiva la supervisión de las normas de conducta en las FDI.
Llevar a cabo la supervisión de las normas de investigación en el seno de las FDI y en los centros de detención militares.
Representar a las FDI ante los organismos públicos nacionales e internacionales. 
Hacer efectiva la enseñanza de la Ley y la jurisprudencia, en las FDI y promover sus valores entre los soldados, oficiales y comandantes.

## Estructura
La oficina del Abogado Militar General consta de los siguientes órganos:

### Abogado Militar General
El Abogado Militar General (AMG) es el jefe del servicio jurídico de las FDI, actualmente es la General Yifat Tomer-Yerushalmi. Es un miembro del Estado Mayor, pero no está profesionalmente subordinado al Jefe del Estado Mayor (Ramatcal).

### Abogado Militar General Adjunto
Coordina y dirige la oficina del Abogado Militar General, actúa como el AMG en funciones durante la ausencia del Jefe.

### Jefe Fiscal Militar
Está encabezado por el Jefe Fiscal Militar, es responsable de la persecución penal. El Jefe Fiscal Militar tiene autoridad exclusiva para presentar apelaciones ante el Tribunal Militar de Apelaciones, sobre las sentencias dictadas por los Tribunales Militares de Distrito.

### Jefe de Defensa Militar
Es el responsable de defender a los soldados y oficiales ante los tribunales militares, durante las apelaciones a la Corte Militar de Apelaciones y proporcionar la representación y el asesoramiento jurídico necesario a los miembros del ejército mientras se someten a una investigación.

### Departamento de Justicia Administrativa
Supervisa la conducta administrativa y proporciona asesoramiento jurídico en las áreas relacionadas con el derecho administrativo. 

### Departamento de Amnistía
Centraliza las apelaciones y las peticiones de amnistía al Presidente, proporciona la opinión legal al Jefe del Estado Mayor (Ramtacal) como la autoridad que confirma los veredictos y las sentencias (incluyendo las reducciones de condena), asesora legalmente al Comité legal, sobre los antecedentes penales de los soldados antes de su reclutamiento, maneja las liberaciones de prisioneros en el marco de los acuerdos de paz, y su labor es gestionar las apelaciones a la Corte Suprema.

### Departamento de Vigilancia
Se ocupa de las críticas a los órganos del AMG y coordina sus actividades con las entidades investigadoras fuera de las FDI.

### División de Derecho Internacional
Esta rama, encabezada por el Asistente del AMG para los asuntos referentes al Derecho internacional, asesora al servicio jurídico en las áreas que están relacionadas con el derecho internacional (incluyendo los asuntos referentes a los territorios palestinos ocupados).

### Legislación y Rama de Consultoría
Esta rama es responsable de la asesoría jurídica y la legislación relativa a los militares en las áreas que no están relacionadas con el derecho internacional, ni con los territorios ocupados militarmente por Israel.

### Asesor Legal en Judea y Samaria
El asesor jurídico de Judea y Samaria está encargado de prestar asesoramiento jurídico sobre las actividades militares y la administración militar del comandante militar de la región de Judea y Samaria, y el jefe de la administración civil. Respecto a esa función, la división júridica tiene una difícil tarea, ya que debe equilibrar los intereses de seguridad con las preocupaciones humanitarias y desempeña un papel activo en la solución de las disputas entre los colonos israelíes y los ciudadanos palestinos. 
La división júridica ofrece asesoramiento jurídico, sobre diversos aspectos referentes a las medidas de seguridad, la planificación y zonificación, el registro de la propiedad de las tierras, la actividad económica, el gobierno municipal, etc. 
Además, la división júridica juega un papel importante en la guerra financiera contra las organizaciones terroristas, así como en el seguimiento y posterior detención, de las personas involucradas en actividades delictivas. Por último, la división desempeña un papel central en la planificación de la ruta, la determinación de los accesos y las zonas de paso, las peticiones de clemencia al Tribunal Superior de Justicia y la resolución de diversas cuestiones legales, así como la petición de indemnizaciones, a causa de la construcción de la barrera de seguridad, en la región de Judea y Samaria.

### Escuela de Derecho Militar
La Escuela de Derecho Militar, es la responsable de enseñar las leyes y la jurisprudencia penal. La escuela, ofrece la formación necesaria a sus alumnos, para hacer posible el progreso profesional y personal de los oficiales del AMG.
- Datos: Q2071566
- Multimedia: Military Advocate General / Q2071566